# Conrad Schumann
Conrad Schumann (Zschochau, 28 de março de 1942 – Kipfenberg, 20 de junho de 1998) foi um soldado da Alemanha Oriental que foi destacado para controlar a linha divisória na rua Bernauer, marcada por arames farpados, pois o Muro de Berlim ainda não estava pronto.

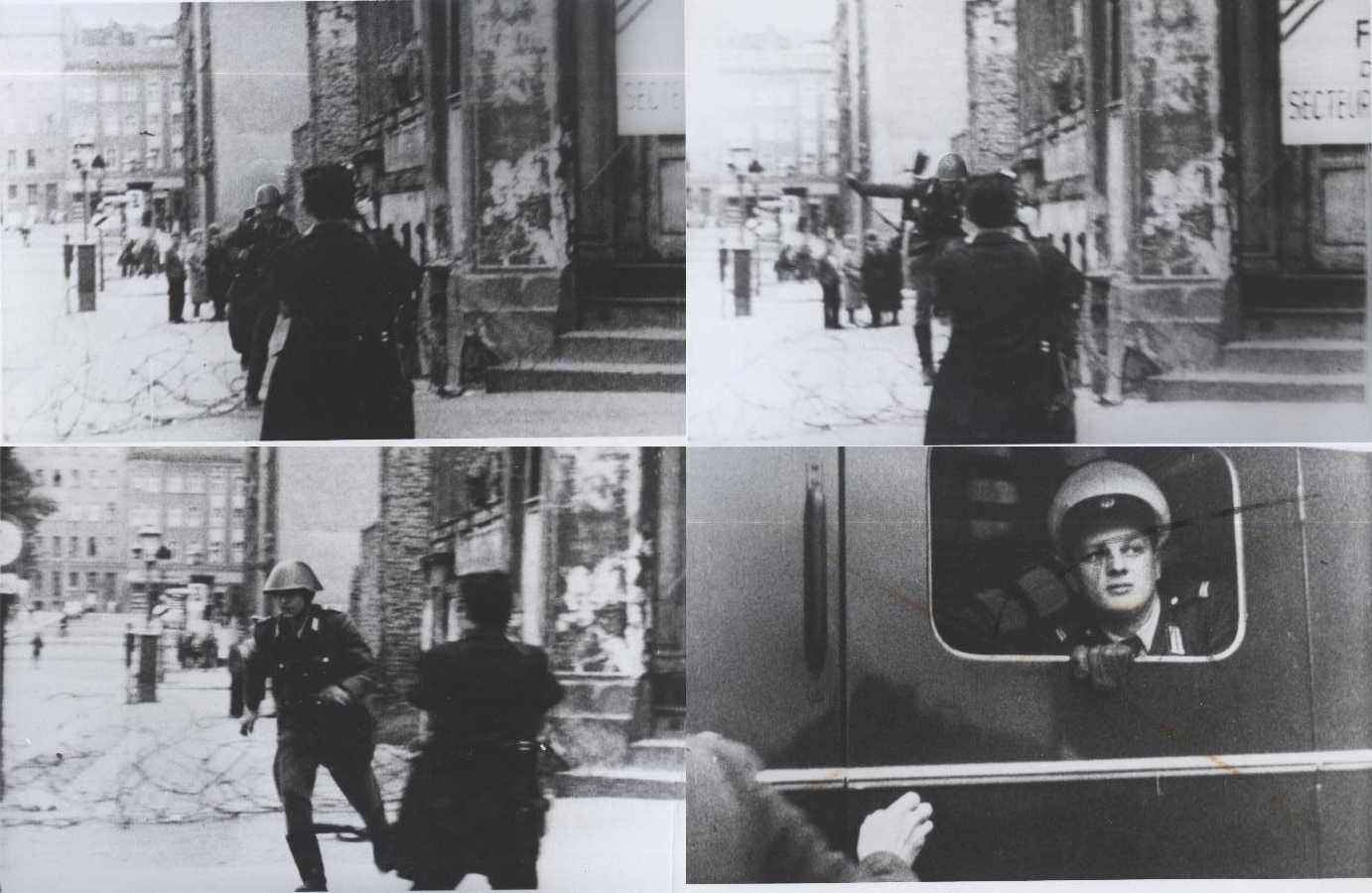
As icônicas fotografias da fulga de Schumann.

Tornou-se famoso em 15 de agosto de 1961 quando pulou a cerca que dividia o país e que daria origem ao Muro de Berlim nos tempos da Guerra Fria. Sua foto saltando a cerca correu o mundo. Schumann, aos 56 anos, sofrendo de depressão, enforcou-se no jardim de sua casa em Kipfenberg, na Baviera.